# Schloßberg 39 (Quedlinburg)

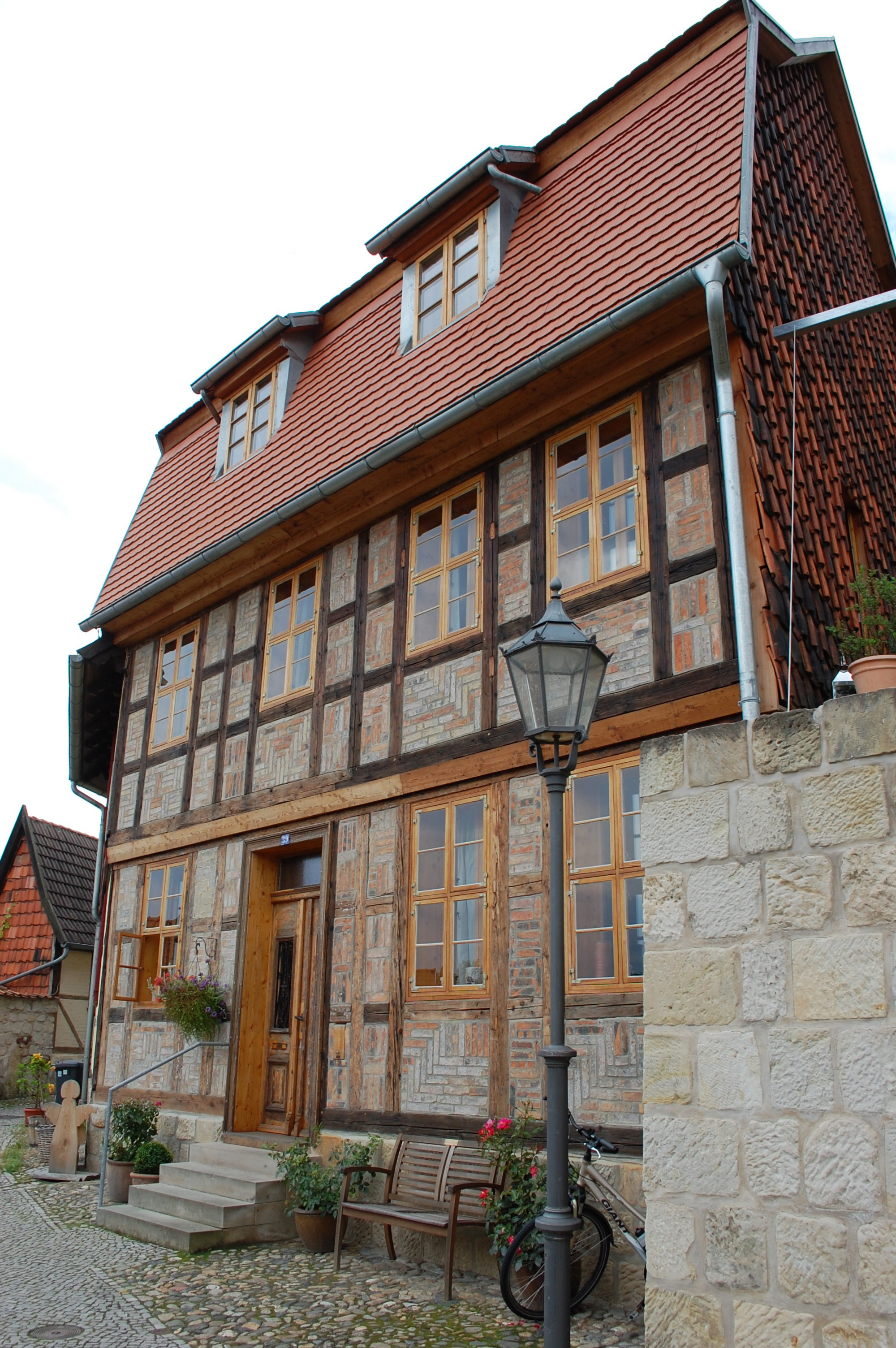
Haus Schloßberg 39

Das Haus Schloßberg 39 ist ein denkmalgeschütztes Gebäude in der Stadt Quedlinburg in Sachsen-Anhalt.

## Lage
Es steht im Stadtteil Westendorf und ist der nördliche Kopfbau der an der Ostseite des Quedlinburger Schloßbergs befindlichen historischen Bebauung. Das Haus ist im Quedlinburger Denkmalverzeichnis als Wohnhaus eingetragen und gehört zum UNESCO-Weltkulturerbe. Südlich grenzt das gleichfalls denkmalgeschützte Haus Schloßberg 38 an.

## Architektur und Geschichte
Das zweigeschossige Fachwerkhaus entstand in der Zeit um 1780. Es ruht auf einem Steinsockel. Die Fachwerkfassade ist mit einer vor die Stockschwelle gesetzten profilierten Bohle verziert. Bedeckt ist das Gebäude mit einem Mansarddach. 1980 erfolgte eine weitreichende Sanierung des Hauses.